# Yomvi
Yomvi fue un servicio de vídeo bajo demanda en línea perteneciente al grupo Telefónica, exclusivo para Movistar+. El 8 de agosto de 2016 se eliminó la marca y sus servicios en otros dispositivos pasaron a denominarse Movistar+ en dispositivos.

## Historia
El 17 de octubre de 2011, se lanzó Canal+ Yomvi, la marca de Canal+ en Internet. De esta manera se podía ver Canal+ de manera interactiva, tanto en red como mediante un televisor con el sistema iPlus. También se encontraba disponible en otros dispositivos (móviles, tabletas, ordenadores, etc.). El primer mes estuvo de manera gratuita tanto para abonados como no abonados.
Yomvi fue un servicio de VOD (video bajo demanda) al que podían acceder los abonados de la plataforma Canal+ sin ningún coste adicional. Aquellos que no eran abonados debían pagar una cuota mensual para poder acceder a un catálogo de más de 2.000 películas, series y documentales. Contaba además con más de 25 canales en directo (en simulcast con la señal original del canal). También era posible comprar eventos deportivos en directo sin ser abonado a la plataforma de satélite.
Para su visionado se utilizaba la tecnología del streaming adaptativo, de manera que la definición dependía del ancho de banda que tuviera el usuario. Yomvi incluía además ciertos contenidos gratuitos que requerían únicamente de registro.
En diciembre de 2013, 600.000 usuarios vieron 4.000.000 de películas o capítulos de series a través de esta plataforma de contenidos.
A partir del 30 de junio de 2014 se añadieron 12 nuevos canales en directo, y el paquete de programación "Yomvi Cine/Series" se denominó "Yomvi Familiar" quitando desde octubre de 2014 Canal+ 2 para los clientes de Yomvi Familiar.
El 9 de agosto de 2016, tras el cambio de marca de Movistar+, la misma se deshizo de Yomvi y el servicio pasó a ser Movistar+ en dispositivos y Vídeo bajo demanda en el iPlus.

### Yomvi Play
A principios de octubre de 2014 se lanzó en pruebas Yomvi Play, un servicio de suscripción con contenido bajo demanda. Su oferta constaba de un amplio catálogo de temporadas completas de series, películas y documentales pero sin los canales en directo de Yomvi.
No obstante, esto se debe a su precio más reducido respecto al formato que ofrecía anteriormente. En marzo de 2015 dejó de estar en pruebas para lanzarse oficialmente con una oferta de 5000 títulos y más de 200 temporadas completas de series. El 4 de junio de 2019, el servicio fue relanzado como Movistar+ Lite.